# Make America Great Again

Make America Great Again (littéralement « Rendre l'Amérique à nouveau grande », soit : « Rendre sa grandeur à l'Amérique »), abrégé MAGA, est un slogan de campagne utilisé par des personnalités politiques des États-Unis.
L'inventeur du slogan est Ronald Reagan, lors de l'élection présidentielle de 1980, avant que le slogan ne soit popularisé par Donald Trump à partir des primaires du Parti républicain de 2016.

## Histoire

### Utilisation du slogan par Ronald Reagan

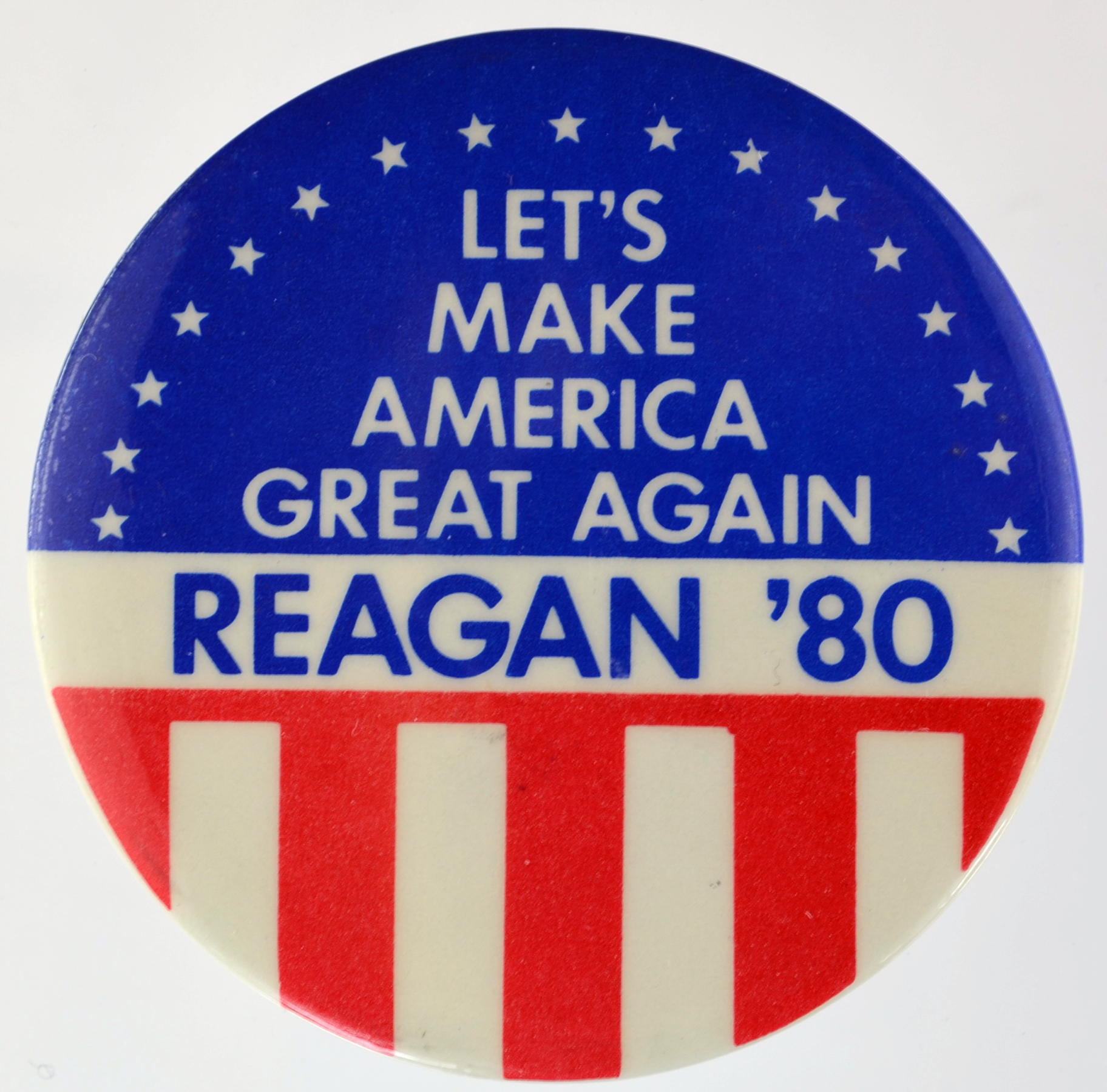
« Rendons sa grandeur à l'Amérique », sur un badge pour la campagne présidentielle de 1980 de Ronald Reagan.

Le slogan est pour la première fois prononcé en 1979 lorsque les États-Unis souffraient d'une détérioration de l'économie marquée par de hauts taux de chômage et d'inflation.
Lors de la convention qui le voit être déclaré candidat du parti républicain en 1980, Ronald Reagan annonce dans son discours « For those who've abandoned hope. We'll restore hope, and we'll welcome them into a great national crusade to make America great again » (« Pour ceux qui ont abandonné l'espoir. Nous allons restaurer l'espoir, et nous allons les accueillir dans une grande croisade nationale pour rendre sa grandeur à l'Amérique »),. Il déclare également lors du Labor Day de cette même année « This country needs a new administration with a renewed dedication to the dream of America, an administration that will give that dream new life, and make America great again » (« Ce pays a besoin d'une nouvelle administration avec un dévouement renouvelé pour le rêve de l'Amérique, une administration qui donnera une nouvelle vie à ce rêve, et redonnera sa grandeur à l'Amérique »),.
L'expression Let's Make America Great Again est alors apparue sur les badges et affiches du candidat Reagan lors de la campagne présidentielle de 1980.

### Réutilisation de l'expression par Bill Clinton
Le démocrate Bill Clinton utilise à son tour le slogan lors de l'annonce de sa candidature aux primaires du parti en vue de l'élection présidentielle de 1992, indiquant « I believe that together we can make America great again » (« Je crois qu'ensemble nous pouvons rendre sa grandeur à l'Amérique »),. Durant la course pour la Maison-Blanche, il appelle également les électeurs à « rendre sa grandeur à l'Amérique en matière d'économie, d'éducation, et social » (« to make America great again economically, educationally, and socially »),.

### Popularisation par Donald Trump

Version du slogan utilisé par Donald Trump pour les primaires du Parti républicain et l'élection présidentielle de 2016.

Lors de sa campagne pour les primaires du Parti républicain puis pour l'élection présidentielle de 2016, Donald Trump reprend l'expression à son compte, comme référence à la présidence de Ronald Reagan,,, popularisant le slogan dès le début de sa campagne, bien qu'il ait été utilisé dans les discours d'autres candidats pour les primaires du parti, comme Ted Cruz et Scott Walker. Il indique que l'idée lui est venue le 7 novembre 2012, au lendemain de la réélection de Barack Obama, bien qu'il ait également déclaré à une autre reprise que l'idée datait de 2014, un an avant le début de sa campagne. Trump prétend d'ailleurs être l'auteur du slogan et en a obtenu la marque déposée en juillet 2015, quelques semaines après le lancement de sa campagne,,.
Trump décline également ce slogan lors de son discours à la Convention républicaine en juillet 2016, l'intronisant officiellement candidat du parti pour l'élection présidentielle : « We will make America strong again. We will make America proud again. We will make America safe again. And we will make America great again » (« Nous allons rendre sa force à l'Amérique. Nous allons rendre sa fierté à l'Amérique. Nous allons rendre sa sécurité à l'Amérique. Et nous allons rendre sa grandeur à l'Amérique »),.
Le 20 janvier 2017, au Capitole à Washington, il reprend de nouveau le slogan et ses déclinaisons pour terminer son premier discours en tant que président des États-Unis : « Together, we will make America strong again. We will make America wealthy again. We will make America proud again. We will make America safe again. And yes, together, we will make America great again. Thank you. God bless you. And God bless America » (« Ensemble, nous allons rendre sa force à l'Amérique. Nous allons rendre sa prospérité à l'Amérique. Nous allons rendre sa fierté à l'Amérique. Nous allons rendre sa sécurité à l'Amérique. Et oui, ensemble, nous allons rendre sa grandeur à l'Amérique. Merci. Que Dieu vous bénisse. Et que Dieu bénisse l'Amérique »).
Deux jours avant de prêter serment, il annonce par ailleurs de façon théâtrale, au cours d'une interview au Washington Post, le slogan qu'il a choisi pour sa future campagne de réélection en 2020, Keep America Great! (« Préservons la grandeur de l'Amérique ! »), n'hésitant pas à interrompre l'entretien pour appeler son avocat afin que la marque soit déposée. Cette phrase est identique à la tagline du thriller de science-fiction horrifique American Nightmare 3 : Élections, sorti en 2016 (quatre mois avant son élection à la tête du pays) et dont le scénariste indiquait l'avoir choisie comme un clin d’œil au slogan de Trump,.

## Dans la culture populaire

### En lien avec Donald Trump
L'expression est utilisée par la série d'animation South Park, dans l'épisode Where My Country Gone? (épisode 2 de la saison 19, diffusée de septembre à décembre 2015), où un des partisans de M. Garrison, qui mène une campagne similaire à Donald Trump, tient une pancarte avec le slogan.
Pendant la campagne présidentielle américaine, le groupe Fall Out Boy détourne le slogan pour son album intitulé Make America Psycho Again (« Rendre l'Amérique dingue à nouveau »), tout comme l'humoriste David Cross pour son spectacle Making America Great Again et le concert de rock Make America Rock Again (« Rendre l'Amérique de nouveau rockeuse »).
Ted Cruz a vendu des chapeaux indiquant Make Trump Debate Again (« Faire de nouveau débattre Trump »), en réponse à son boycott du débat du 28 janvier 2016 dans l'Iowa.
Lors des primaires républicaines de 2016, l'artiste Illma Gore (de) partage sur un réseau social un portrait de Donald Trump intitulé Make America Great Again, qui le représente nu avec un micropénis, ce qui vaut à l'artiste des menaces de poursuites judiciaires de la part de l'équipe du candidat, et d'être agressée physiquement par un supporteur du candidat républicain. Le tableau est ensuite exposé à la galerie Maddox de Londres.
À la même période, l'artiste Mindaugas Bonanu réalise une peinture sur le mur d'un petit restaurant de Vilnius, qui représente un baiser entre Donald Trump et Vladimir Poutine sur le modèle du célèbre baiser entre Léonid Brejnev et Erich Honecker ; sous le titre Make Everything Great Again, l'œuvre bénéficie d'une large communication virale.
L'humoriste John Oliver détourne le slogan dans une séquence de son émission télévisée, invitant les téléspectateurs à « rendre Donald Drumpf à nouveau » (« Make Donald Drumpf Again »), en référence à l’appellation originelle du nom Trump,. Cet extrait de la chaîne HBO récolte 85 millions de vues en un mois.
Pour le poisson d'avril de 2016, le Wikipédia anglophone annonce que le candidat Donald Trump a choisi le cofondateur de l'encyclopédie libre, Jimmy Wales, comme vice-président et modifie le logo pour l'occasion. Ce dernier sera réutilisé tel quel après l'élection présidentielle américaine de novembre 2016 sur le Wikipédia francophone pour son canular du 1er avril 2017[source secondaire souhaitée].
Le 1er juin 2017, à la suite de l'annonce du président Trump du retrait des États-Unis de l'accord de Paris sur le climat, le président de la République française Emmanuel Macron fait deux allocutions, en français puis en anglais, pour faire part de sa volonté de poursuivre dans le monde les efforts concernant les changements climatiques, en finissant la seconde par une variante du slogan de campagne de son homologue américain : Make Our Planet Great Again (« Rendons sa grandeur à notre planète »),.

### Autres
Dans La Parabole des talents, roman dystopique d'Octavia E. Butler publié en 1998 et qui se déroule en 2032, le sénateur Andrew Steele, dont les partisans s’assemblent afin de brûler des sorcières — ce qu'il condamne « dans un langage si doux que ses partisans étaient libres d’entendre ce qu’ils voulaient entendre » —, utilise le slogan : « Help us to make America great again,. »

Le sénateur Armstrong, personnage du jeu vidéo Metal Gear Rising: Revengeance (2013), utilise une variante, le slogan dans un de ses discours ; il est un ex-patron, candidat à l'élection présidentielle américaine de 2020,.